# КВК Вестерло
Конинклейке Вутбал Кльоб Вестерло, кратка форма Вестерло (на нидерландски: Koninklijke Voetbal Club Westerlo) е професионален футболен клуб от едноименния белгийския град Вестерло. Основан е на 5 септември 1933 г. Цветовете на отбора са жълто и синьо.

## Успехи
- Купа на Белгия
  - Носител (1): 2000 – 01
  - Финалист (1): 2010 – 11
- Суперкупа на Белгия
  - Финалист (1): 2001
- Белгийска втора лига
  - Шампион (2): 2013/14, 2021/22
  - Вицешампион (1): 1996/97

## Български футболисти
- Едисон Йорданов: 2021... - (67 мача - 3 гола...)